# Prada maria
Prada maria is een vlinder uit de familie dikkopjes (Hesperiidae).
De wetenschappelijke naam van de soort werd voor het eerst geldig gepubliceerd in 1986 door Michael J. Parsons.

## Type
- holotype: "male. V.1982"
- instituut: BMNH, Londen, Engeland
- typelocatie: "Papua New Guinea, Gulf Province, Via Kaintiba, nr. Angai Village, 1600 m"